# Elezioni regionali in Sicilia del 1963
Le elezioni per il rinnovo dell'Assemblea Regionale Siciliana si sono volte il 9 giugno 1963. L'affluenza è stata dell'81,4%.
Il rafforzamento della Democrazia Cristiana e il contemporaneo arretramento di PCI, PSI, PSDI e USCS porteranno nel 1964 alla caduta del presidente Giuseppe D'Angelo (fautore del centro-sinistra, in carica dal 1961) e alla nomina di Francesco Coniglio, il quale ritornò alla formula brevemente centrista per poi costituire il secondo governo (XX della Regione Siciliana di nuovo con lo schema del centro-sinistra e la piena partecipazione del PSI insieme alla DC.

## Risultati
| Partito                            | Partito                                          | Risultati | Risultati | Risultati | Seggi | Seggi   |
| Partito                            | Partito                                          | Voti      | %         | ±         | Num   | ±       |
| ---------------------------------- | ------------------------------------------------ | --------- | --------- | --------- | ----- | ------- |
|                                    | Democrazia Cristiana                             | 979 439   | 42,05     | 3,45      | 37    | 3       |
|                                    | Partito Comunista Italiano                       | 561 795   | 24,12     | 4,52      | 22    | 3       |
|                                    | Partito Socialista Italiano                      | 231 038   | 9,92      | 0,13      | 11    | Stabile |
|                                    | Partito Liberale Italiano                        | 181 469   | 7,79      | 4,05      | 7     | 5       |
|                                    | Movimento Sociale Italiano                       | 168 850   | 7,25      | 0,32      | 7     | 2       |
|                                    | Partito Socialista Democratico Italiano          | 90 845    | 3,90      | 1,74      | 3     | 2       |
|                                    | Partito Repubblicano Italiano                    | 35 274    | 1,51      | 1,20      | 2     | 2       |
|                                    | Partito Democratico Italiano di Unità Monarchica | 32 731    | 1,41      | 3,34      | 1     | 2       |
|                                    | Unione Siciliana Cristiano Sociale               | 17 569    | 0,75      | 9,83      | -     | 9       |
|                                    | Altre liste                                      | 30 090    | 1,29      | n.d.      | -     | n.d.    |
|                                    |                                                  |           |           |           |       |         |
| Iscritti                           | Iscritti                                         | 2 944 367 | 100,00    |           |       |         |
| ↳ Votanti (% su iscritti)          | ↳ Votanti (% su iscritti)                        | 2 395 829 | 81,37     | 4,32      |       |         |
| ↳ Voti validi (% su votanti)       | ↳ Voti validi (% su votanti)                     | 2 329 100 | 97,21     |           |       |         |
| ↳ Schede non valide (% su votanti) | ↳ Schede non valide (% su votanti)               | 66 729    | 2,79      |           |       |         |
| ↳ Astenuti (% su iscritti)         | ↳ Astenuti (% su iscritti)                       | 548 538   | 18,63     |           |       |         |